# Coryneopsis corni-albae
Coryneopsis corni-albae är en svampart som först beskrevs av Casimir Roumèguere, och fick sitt nu gällande namn av Grove 1932. Coryneopsis corni-albae ingår i släktet Coryneopsis och familjen Amphisphaeriaceae.   Inga underarter finns listade i Catalogue of Life.